# جاگ (مجموعه تلویزیونی)
جاگ (به انگلیسی: JAG) یک مجموعه تلویزیونی درام حقوقی آمریکایی است.